# Henri-François Delaborde (generaal)
Henri-François Delaborde (Dijon, 21 december 1764 - Parijs, 3 februari 1833) was een Franse generaal en politicus die vocht in de Franse revolutionaire en napoleontische oorlogen. 

## Levensloop
Delabord was een bakkerszoon. Op achttienjarige leeftijd ging hij in het leger maar koos uiteindelijk voor een job als notarisklerk. Aan het begin van de Franse Revolutie sloot hij zich aan bij een bataljon van vrijwilligers in Dijon, waar hij tot luitenant verkozen werd. Tijdens de revolutie nam hij deel aan het beleg van Toulon. Later behaalde hij successen met het leger van de Pyreneeën en vervolgens met het leger van de Rijn en de Moezel, zoals het beleg van Breisgau, wat hem een bevordering tot generaal-majoor opleverde. In 1809 nam hij deel aan de tweede invasie van Portugal. Hij leidde het leger dat Lissabon bezette en werd benoemd tot gouverneur van de stad. Ook nam hij later deel aan de Russische veldtocht en de oorlog in Duitsland. In Saksen werd hij ernstig gewond. Tijdens de honderd dagen van Napoleon werd hij benoemd tot pair de France en gouverneur van de westelijke divisies.
Toen het Huis Bourbon terugkeerde in Frankrijk, werd hij naar een militaire rechtbank gestuurd waar hij enkel wist te ontsnappen aan de hand van een technische fout. Hij verbleef in ballingschap in Augsburg. Hij keerde pas in 1825 terug naar Frankrijk.
Hij stierf in Parijs in 1833 en was de vader van de schilder Henri Delaborde.

## Onderscheidingen
- Orde van het Legioen van Eer: Grootofficier
- Orde van de Reünie: Grootkruis
- Orde van de Heilige Lodewijk: Ridder

Delaborde werd door Napoleon benoemd tot graaf.
Zijn naam is een van de 660 gegraveerd op de Arc de Triomphe in Parijs (westelijke pijler, kolom 34). 

## Afbeeldingen

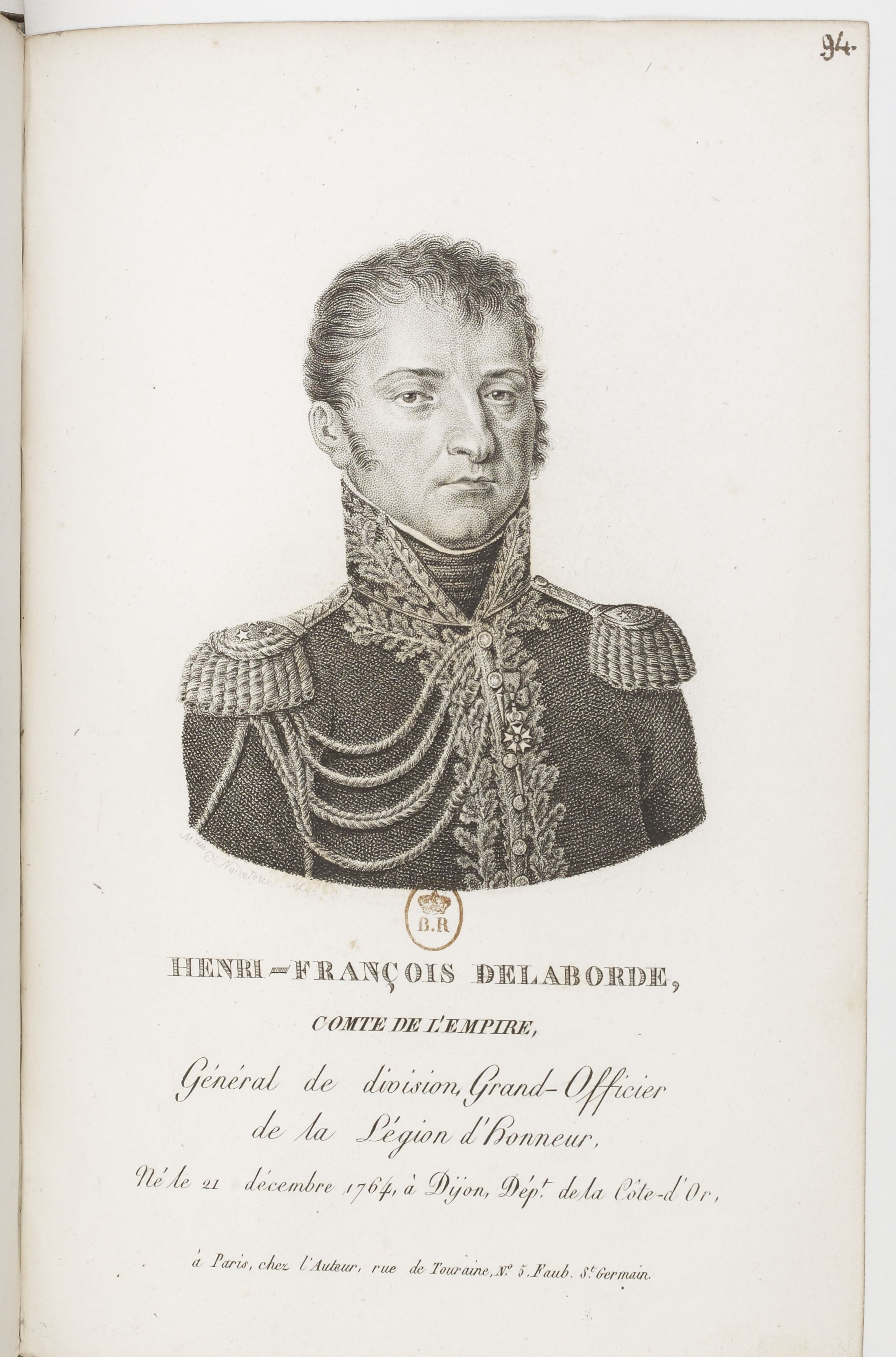
Generaal Delaborde in 1810
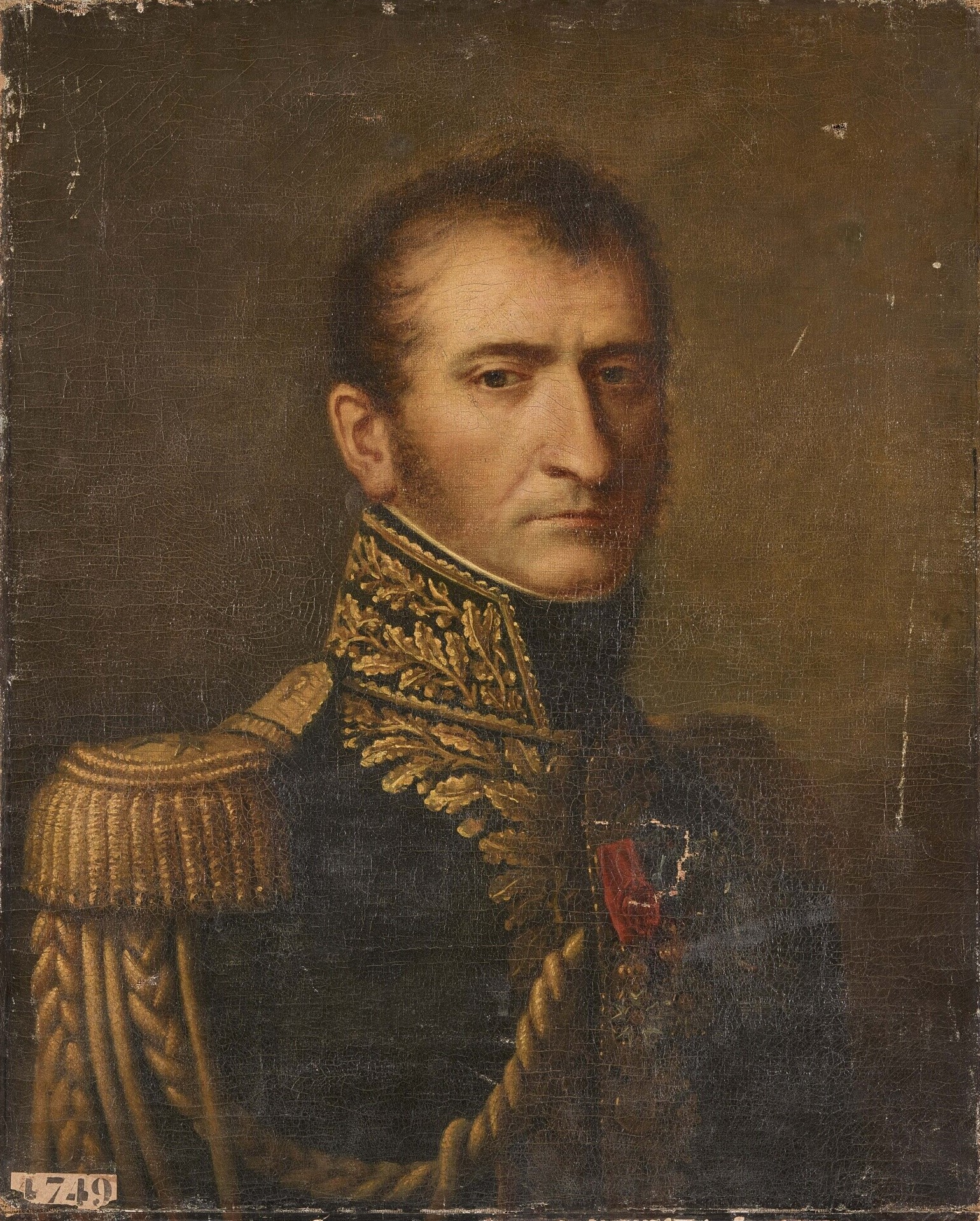
Generaal Delaborde in 1812